# Leptocerus intricatus
Leptocerus intricatus är en nattsländeart som först beskrevs av Martin E. Mosely 1939.  Leptocerus intricatus ingår i släktet Leptocerus och familjen långhornssländor. Inga underarter finns listade i Catalogue of Life.